# Блоне (гмина)
Блоне (пол. Błonie) — гмина (волость) в Польше, входит как административная единица в Западноваршавский повет, Мазовецкое воеводство. Население — 19 696 человек (на 2004 год).

## Демография
Данные по переписи 30 года:
| Перепись                       | Всего   | Всего | Женщины | Женщины | Мужчины | Мужчины |
| ------------------------------ | ------- | ----- | ------- | ------- | ------- | ------- |
| Единицы                        | человек | %     | человек | %       | человек | %       |
| Население                      | 19 696  | 100   | 10 347  | 52,5    | 9349    | 47,5    |
| Плотность населения (чел./км²) | 229,5   | 229,5 | 120,5   | 120,5   | 108,9   | 108,9   |

## Сельские округа
1. Бялутки
2. Бялуты
3. Беневице
4. Бенево-Парцеля
5. Бенево-Весь
6. Блоне-Весь
7. Брамки
8. Холевы
9. Дембувка
10. Гурна-Весь
11. Константув
12. Копытув
13. Лазнев
14. Лазневек
15. Лонки
16. Марысинек
17. Нова-Гурна
18. Нова-Весь
19. Нове-Фащыце
20. Новы-Лущевек
21. Пёрунув
22. Радонице
23. Радзикув
24. Рохалики
25. Рокитно
26. Старе-Фащыце
27. Стары-Лущевек
28. Вавжишев
29. Витанув
30. Витки
31. Воля-Лущевска
32. Жукувка
33. Цесинек
34. Радзикув-Весь
35. Одживул
36. Пасс
37. Рокитно-Майёнтек

## Соседние гмины
1. Гмина Баранув
2. Гмина Брвинув
3. Гмина Гродзиск-Мазовецки
4. Гмина Лешно
5. Гмина Ожарув-Мазовецки
6. Гмина Тересин